# Pardosa messingerae
Pardosa messingerae este o specie de păianjeni din genul Pardosa, familia Lycosidae. A fost descrisă pentru prima dată de Strand, 1916. Conform Catalogue of Life specia Pardosa messingerae nu are subspecii cunoscute.